# 아포페니아
아포페니아(Apophenia (/ æpoʊˈfiːniə /)는 관련없는 사물 사이의 의미있는 연결을 인식하는 경우 또는 경향이다. 이 용어(독일어 : Apophänie)는 정신 분열증의 시작 단계에 관한 1958년 출판물에서 정신과 의사 클라우스 콘라드에 의해 만들어졌다고 알려져있다. 그는 그것을 "비정상적인 의미의 특정 느낌과 함께 (동반되는) 연결에 대한 무의식적인 보기"로 정의했다. 그는 망상적 사고의 초기 단계를 환각과는 대조적으로 자기 참조적이고 실제 감각 지각에 대한 과도한 해석이라고 설명했다.
아포페니아(Apophenia)는 도박과 같은 무작위 정보에서 패턴을 찾는 인간의 성향을 암시하는 경우에서도 언급되게 되었다.

## 같이 보기
- 파레이돌리아